# Eucalyptus abdita
Eucalyptus abdita (лат.) — кустарник или многоствольное дерево, вид рода Эвкалипт (Eucalyptus) семейства Миртовые (Myrtaceae), эндемик юго-запада Западной Австралии. Растение с гладкой серой корой и конусовидным или бочкообразным плодом, произрастающее в отдалённых районах Западной Австралии к северу и северо-востоку от Перта.

## Ботаническое описание
Eucalyptus abdita — кустарник от 2 до 3 м в высоту. Образует лигнотубер. Кора гладкая серая. Молодые листья от яйцевидной до дельтовидной формы. Зрелые листья обычно имеют длину от 5,5 до 8 см и ширину от 1,1 до 1,8 см. Цветочные бутоны встречаются неразветвленными группами до 13 штук, имеют удлинённую форму с длинными коническими шляпками бутонов. Цветки белые. Плоды конической или слегка бочкообразной формы около 6 мм в длину и 4 мм в ширину.

## Таксономия
Вид Eucalyptus abdita был впервые официально описан в 1991 году Иэном Брукером и Стивеном Хоппером на основе образцов, собранных ими возле горы Мизери в 1988 году, и описание было опубликовано в журнале Nuytsia. Видовой эпитет — от латинского «скрытый», относящийся к описательным ботаникам, изначально ошибочно принявшим этот вид за Eucalyptus  pluricaulis.

## Распространение и местообитание
Эндемик Западной Австралии с разорванным ареалом в Западной Австралии. Вид известен только из типового местонахождения в окрестностях Дандарагана на горе Перон в национальном парке Лесьюр и Три-Спрингс в биогеографических регионах Джералдтон-Сэндплейнс и Прибрежная равнина Суон. Растёт на склонах и на откосах на песчано-глинистых почвах и на гравии над латеритом. В лесных массивах, его можно спутать с Eucalyptus pluricaulis, у которого в отличие от E. abdita голубовато-зелёные тусклые листья, а также более длинные и узкие соцветия и желтоватые цветки. Другой похожий вид Eucalyptus wandoo растёт в отличие от E. abdita как небольшое одноствольное дерево.

## Охранный статус
E. abdita классифицируется Государственным департаментом парков и дикой природы Западной Австралии как «второй приоритет», что означает, что вид малоизвестен и встречается только в одном или нескольких местах. Международный союз охраны природы классифицирует природоохранный статус вида как «вид, для оценки угрозы которому недостаточно данных».